# Clairefontaine-en-Yvelines
Clairefontaine-en-Yvelines là một xã thuộc tỉnh Yvelines, trong vùng Île-de-France, Pháp, có cự ly khoảng 7 km về phía đông nam của Rambouillet.
Người dân ở đây trong tiếng Pháp gọi là Clarifontains.

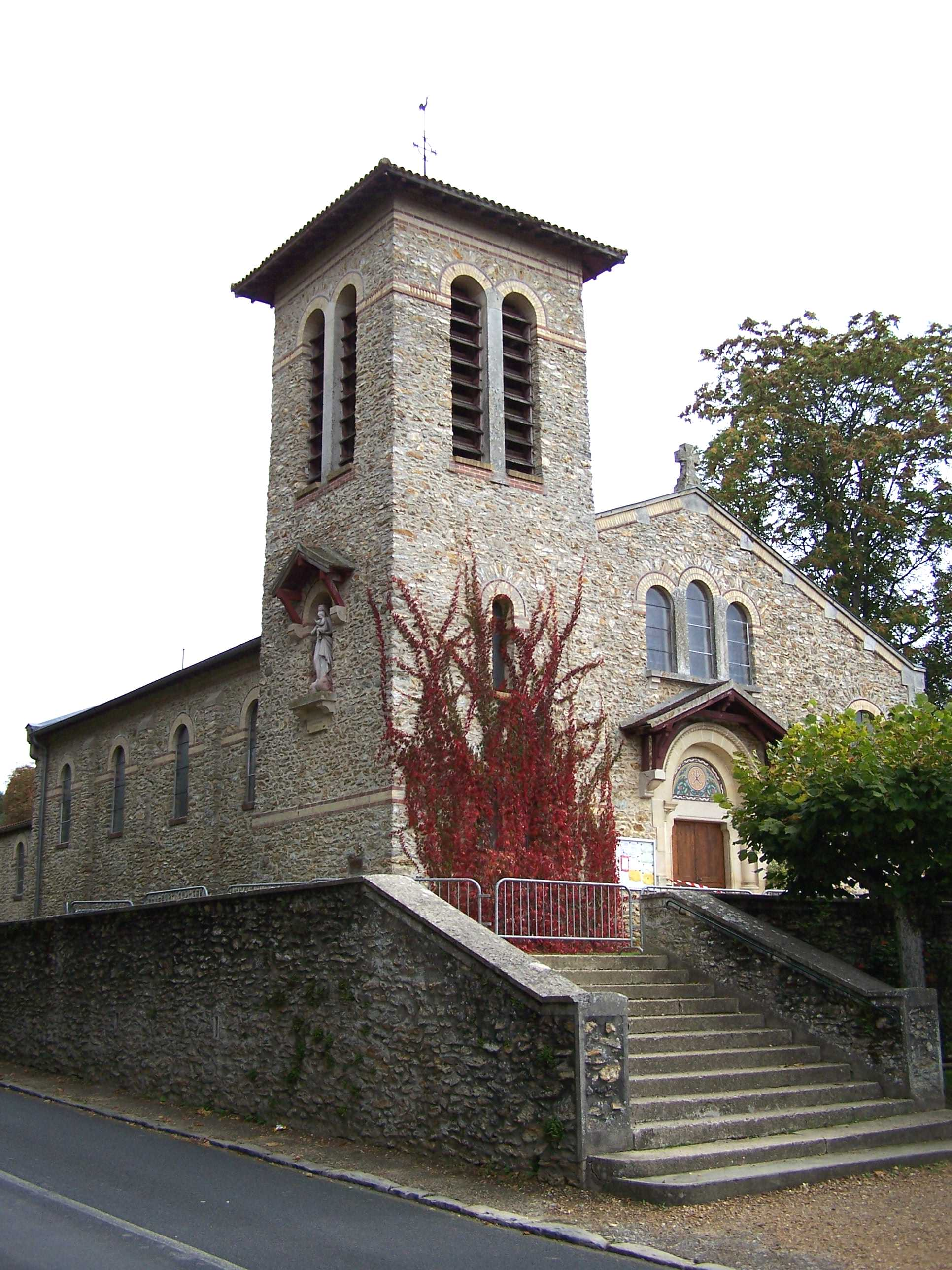
Nhà thờ Saint-Nicolas

Các xã giáp ranh là: La Celle-les-Bordes về phía đông bắc, Bullion về phía đông, Saint-Arnoult-en-Yvelines về phía đông nam, Sonchamp về phía tây, Rambouillet về phía tây bắc và Vieille-Église-en-Yvelines về phía bắc.